# Kai van Hese
Kai van Hese (L'Aia, 15 giugno 1989) è un ex calciatore olandese, di ruolo centrocampista.

## Carriera

### Club
Debutta con l'ADO Den Haag il 9 novembre 2008 nella sconfitta interna per 0-1 contro l'Heerenveen.